# إبعاد الأكراد (1916–1934)
تشير عمليات ترحيل أو إبعاد الأكراد من تركيا إلى عملية ترحيل مئات الآلاف من السكان الكرد من كردستان التركية والتي ارتكبتها الدولة العثمانية وخليفتها تركيا من أجل تتريك المنطقة في الفترة من عام 1916 إلى عام 1934. وقبل نهاية الحرب العالمية الأولى هلك النصف من 700 ألف كردي مرحل. أُجبر معظم الأكراد الذين تم ترحيلهم على مغادرة أراضيهم الأصلية، ولكن عمليات الترحيل شملت أيضًا التوطين القسري للقبائل الكردية. لقد أكد المؤرخ التركي إسماعيل بيشكجي على تأثير الفاشية على هذه السياسات، وقال المؤرخ الإيطالي جوليو سابيلي: «عنت مُثُل كمال أتاتورك أن الحرب ضد الأكراد كانت دائمًا ما ينظر إليها كمهمة تاريخية تهدف إلى تأكيد التفوق التركي.» ولكونها حدثت بعد الإبادة الجماعية للأرمن، فقد اعتقد العديد من الأكراد أنهم سوف يتقاسمون نفس مصير الأرمن. ذكر المؤرخيَن دومينيك جيه شالر ويورغن زيميرير أن هذا الحدث «ليس فقط بمثابة تذكير مزعج لحقيقة أن الضحايا يمكن أن يصبحون جناة، ولكن أيضًا أن الجناة [بعض الأكراد أثناء الإبادة الجماعية للأرمن] يمكن أن يتحولون الضحايا».

## الخلفية والترحيلات العثمانية (1916)
خلال عقد العشرينيات من القرن الماضي، كانت العلاقات الكردية العثمانية معقدة، حيث وقف بعض الأكراد إلى جانب جمعية الاتحاد والترقي ضد الأقليات المسيحية لأسباب انتهازية، بينما وقف آخرون ضد العثمانيين وانحازوا إلى المسيحيين. كما تم استخدام القوى البشرية الكردية في الحملة القوقازية ضد الإمبراطورية الروسية، لكن العثمانيين لم يعتبروا الأكراد موالين، معتقدين أنهم سيتعاونون مع الأرمن والروس لتعزيز تطلعاتهم القومية. وفي هذا الصدد، يشير المؤرخ وخبير الإبادة الجماعية أنجور في مذكرات القائد أحمد عزت باشا:
علاوة على ذلك، أمر طلعت باشا في مايو 1916 بالتالي:
ومع بدء التوطين والترحيل القسريين، تابعت السلطات بدقة لمعرفة مدى نجاح السياسات، وطلبت معلومات حول ما إذا كان هؤلاء المرحلين قد اندمجوا في الثقافة التركية. كما تم إعلان أكبر مدينة كردية في ديار بكر «منطقة تتريك» وتم ترحيل الأكراد من المنطقة، حيث كان من المخطط توطين المهاجرين من البلقان هناك. لم يُسمح للأكراد الذين تم ترحيلهم من ديار بكر بالعودة إلا بإذن من السلطات. في عام 1916، تم ترحيل حوالي 300 ألف كردي من بدليس، وأرضروم، وبالو وموش إلى قونية وغازي عنتاب خلال فصل الشتاء، ومعظم لقوا حتفهم في مجاعة.
تم تشجيع قليل من الأكراد المرحلين الناجين على العودة إلى مناطقهم الأصلية عندما وصل حزب حزب الحرية والائتلاف الليبرالي إلى السلطة في العام 1918 (حتى العام 1923).

## عمليات الترحيل التركية (1923–1934)
كانت السياسة الرسمية لتركيا الحديثة هي تفكيك المجتمع والمؤسسات القبلية الإسلامية الكردية التقليدية، فضلًا عن الاستمرار في السياسات الاستعابية التركية ضد الأكراد في الحرب العالمية الأولى. ونتيجة لذلك، بدأ الأكراد في التعبئة للمقاومة واستولت مجموعة منهم بقيادة العقيد خالد بيغي سيبراني لفترة وجيزة على بلدة بيت الشباب (انظر تمرد بيت الشباب عام 1924). ومع عدم نجاح التمرد، لكنه زاد من انعدام الثقة وقد تراكم في تمرد الشيخ سعيد في عام 1925 الذي أجبر نصف الجيش التركي على التعبئة حيث دفع الأتراك لقصف الأكراد. تم سحق التمرد في النهاية وإعدام الشيخ سعيد. لقد استغل الجناح اليميني المتطرف من حزب تركيا الفتاة هذا الموقف وطالب بفرض عقوبات أكثر صرامة، كما تعرض الأكراد الموالين للدولة للاضطهاد بمن فيهم السياسيان فايزي بيرينجي وبيرينجيزاد سيدكي. وبحلول منتصف عام 1925، نفذت الحكومة مجزرة في ديار بكر أعدمت فيها مدنيين وسوّت فيها قرى كاملة بالأرض، مما أدى إلى تدمير إجمالي حوالي 206 قرية وقتل 15,200 شخص. وبحلول أواخر عام 1925، تم تنفيذ قانون الترحيل الجديد الخاص بالمهاجرين واللاجئين والقبائل الذين يغادرون مستوطناتهم المحلية دون تصريح، وتم ترحيل النخبة الكردية - التي يبلغ عددها حوالي 500 - إلى غرب تركيا. تم ترحيل جميع الرجال من قرية الشيخ سعيد مما جعل فتًى يبلغ من العمر 14 عامًا أكبر الرجال سنًا. واعتبارًا من مايو 1926، فقد سمحت القوانين اللاحقة وهي قانون التسوية والقانون المتعلق بنقل بعض الأشخاص من المناطق الشرقية إلى المقاطعات الغربية للحكومة بترحيل الأكراد. وفي الأجزاء الغربية من البلاد، عانى الأكراد من رهاب الأجانب، وفي بعض الحالات تعرضوا لحالات إعدام خارج نطاق القانون.
وبافتراض نجاح القوانين، فقد خففت تركيا من القيود وسمحت لبعض المرحلين بالعودة في عام 1929.

على غرار تمرد الشيخ سعيد السابق، تمرد أكراد جبل أرارات في تمرد أرارات من عام 1927 إلى عام 1930 وتم إخضاعهم أيضًا. وبالتالي، ناقش البرلمان التركي الأساليب الجديدة لقمع الأكراد. لقد جادل الكمالي مصطفى ناشيت أولوغ بأن من الضروري «إبادة جميع المؤسسات الاجتماعية المتبقية من العصور الوسطى حتى لا تزدهر مرة أخرى أبدًا». وهكذا، صدر في عام 1934 «قانون الاستيطان» الذي حظر اللغة الكردية علنًا وأصدرت توطين الأتراك في المنطقة الكردية. كتب أنجور عن موجة الترحيل هذه:
 وخلال الأربعينيات، تلقى معظم الناجين من الأكراد المرحلين عفوًا من السلطات وعادوا إلى كردستان.

## في أعقاب تمرد ديرسم
تعاملت السلطات التركية مع منطقة تونجلي الحالية بريبة بعد التمرد وما تبعه من مذبحة في الثلاثينيات من القرن الماضي والتي تضمنت عمليات ترحيل جديدة. واليوم، يعيش غالبية سكان ديرسم في غرب تركيا وأوروبا.

## فهرس
- Olson، Robert (1989)، The Emergence of Kurdish Nationalism and the Sheikh Said Rebellion, 1880–1925، University of Texas Press
- Bruinessen، Martin van (1994)، Andreopoulos، George J. (المحرر)، "Genocide in Kurdistan? The suppression of the Dersim rebellion in Turkey (1937-38) and the chemical war against the Iraqi Kurds (1988)"، Conceptual and historical dimensions of genocide، University of Pennsylvania، ص. 141–170
- Bruinessen، Martin van (2005)، "Ismail Beşikçi: Turkish sociologist, critic of Kemalism, and kurdologist"، The Journal of Kurdish Studies، ج. V
- Sapelli، Giulio (2014)، Southern Europe: Politics, Society and Economics Since 1945، Routledge، ISBN:9781317897958
- Schaller، Dominik J.؛ Zimmerer، Jürgen (مارس 2008)، "Late Ottoman genocides: the dissolution of the Ottoman Empire and Young Turkish population and extermination policies—introduction"، Journal of Genocide Research، ج. 10، ص. 7–14، DOI:10.1080/14623520801950820
- Üngör، Ugur Ümit (2011)، The making of modern Turkey : nation and state in Eastern Anatolia, 1913-1950، Oxford University Press، ISBN:9780199603602